# Gare - Jean-Lebas
Gare - Jean-Lebas is een metrostation aan lijn 2 van de metro van Rijsel, gelegen in de Franse stad Roubaix. Het metrostation bevindt zich naast het station Roubaix. Het metrostation werd op 18 augustus 1999 geopend en is vernoemd naar het treinstation en de Boulevard Jean-Lebas waaronder het station ligt. Het ontwerp is van de architect Jean-Charles Huet. Men kan vanuit het metrostation overstappen op drie buslijnen (21, 25 en 27), alsmede op de regionale TER Nord-Pas-de-Calais en de Train à Grande Vitesse.

## Omgeving
- Station Roubaix
- Museum La Piscine